# Driscoll
Driscoll város az USA Texas államában, Nueces megyében. Lakosainak száma 680 fő (2020. április 1.).

## Népesség
A település népességének változása:
| Lakosok száma | 825  | 739  | 680  |
|               | 2000 | 2010 | 2020 |